# Дхаулагири
Дхаулагири (на непалски: धौलागिरी) е седмият по височина връх на Земята (8167 m н.в.). Той е главният връх на едноименен масив в Хималаите в Северен Непал. На изток от Дхаулагири се намира Анапурна, друг осемхилядник. Дхаулагири означава „Бяла планина“.
За първи път е изкачен от Курт Димбергер, Петер Динер, Наванг Дордже, Нима Дордже, Ернст Форер и Албин Шелберт от швейцарско-австрийска експедиция през 1960 година.
Върхът е свидетел на няколко драматични изкачвания. През 1969 година 7 души от американска експедиция загиват при опит за изкачване на югоизточната страна. През 1975 година 6 души от японска експедиция загиват от лавина при изкачване на югозападната страна. През 1990 година литовският алпинист Дайнюс Макаускас загива при слизане от върха. През 1998 известната френска алпинистка Шантал Модюи загива в лавина. Една година по-късно английски алпинист загива в лавина.
Българи за пръв път изкачват Дхаулагири през 1995 г. – Радко Рачев и Тончо Тончев. На 24 и 25 септември 1997 г. Тончо Тончев и Николай Петков изкачват върха без предварителна подготовка на маршрута – първо българско изкачване на осемхилядник в алпийски стил. На 30 септември 2017 върхът е изкачен от българския алпинист Боян Петров.
Върхове в масива Дхаулагири:
| Връх                  | Височина (m н.в.) | Относителна височина | Година на изкачване |
| --------------------- | ----------------- | -------------------- | ------------------- |
| Дхаулагири I          | 8167              | 3357                 | 1960                |
| Дхаулагири II         | 7751              | 2396                 | 1971                |
| Дхаулагири III        | 7715              | 135                  | 1973                |
| Дхаулагири IV         | 7661              | 469                  | 1969                |
| Дхаулагири V          | 7618              | 340                  | 1975                |
| Чурен Химал (Главен)  | 7385              | 600                  | 1970                |
| Чурен Химал (Източен) | 7371              | 150                  | 1970                |
| Чурен Химал (Западен) | 7370              | 70                   | 1970                |
| Дхаулагири VI         | 7268              | 485                  | 1970                |
| Путха Хиунчули        | 7246              | 1151                 | 1954                |
| Гурджа Химал          | 7193              | 500                  | 1969                |